# Isla de Šarengrad
La isla del Šarengrad ( en serbio: Шаренградска ада; en croata: Šarengradska ada) es una isla fluvial administrada por Serbia y reclamada por Croacia en el río Danubio, en el lugar donde este río limita con Voivodina, la provincia norteña de Serbia. Se sitúa cerca de la ciudad de Šarengrad (grad: ciudad, šaren: colorida). 

## Historia
Durante la existencia de la república federada de Yugoslavia esta isla fue parte de Croacia. En 1992 Croacia se declaró independiente aunque el ejército de Yugoslavia mantuvo ocupada la isla, que pasó a estar ocupada por Serbia hasta el presente. Por decisión del Comité de Arbitraje de Badinter los representantes de las repúblicas de Croacia y Serbia iniciaron un principio de acuerdo por el cual la isla del Šarengrad se convertiría en territorio croata bajo ocupación serbia.
En 1998 mediante un acuerdo pacífico Serbia dejó la Baranja y la Eslavonia Oriental a Croacia, aunque la isla del Šarengrad permaneció ocupada militarmente por Serbia. Bajo ocupación militar serbia también permanecieron algunas otras islas reclamadas por Croacia en la margen izquierda del Danubio. Según denuncias los miembros del ejército serbio en la isla supuestamente abrieron fuego contra el gobernador del Condado de Vukovar-Srijem, Nikola Safer, y a su comitiva que incluía a cuatro niños mientras él iba a una reunión con su colega de Serbia.
En el 2004 Serbia retiró a su ejército de la isla. Pero la policía serbia todavía está presente en ese territorio. Los croatas no pueden acercarse a sus posesiones en esa isla.